# Michael Duffy (Fußballspieler)
Michael Duffy (* 28. Juli 1994 in Londonderry) ist ein nordirischer Fußballspieler.

## Karriere

### Verein
Der 1994 in Londonderry geborene Duffy begann seine Karriere in seiner nordirischen Heimatstadt bei Derry City. Mit Derry gewann Duffy im Jahr 2012 den Irischen Pokal (Derry City nimmt als einziger nordirischer Verein am Ligaspielbetrieb in Irland teil) im Finale gegen St Patrick’s Athletic. Für Derry City absolvierte Duffy zwischen 2012 und 2015 57 Spiele in der League of Ireland und erzielte dabei 13 Tore. In der Saison 2014 war er mit 11 Treffern bester Torschütze der Mannschaft.
Im Februar 2014 wechselte der 20-jährige für eine Ablösesumme von 100.000 £ zu Celtic Glasgow und unterschrieb einen Vertrag bis zum Jahr 2019. Für Celtic spielte Duffy bis zum Sommer 2015 in der Reservemannschaft. Im Juli 2015 wurde Duffy gemeinsam mit Connor McManus zunächst für sechs Monate an den schottischen Zweitligisten Alloa Athletic verliehen, ehe die Leihe im Januar 2016 bis zum Saisonende verlängert wurde. Für die Saison 2016/17 wurde Duffy an den schottischen Erstligisten FC Dundee verliehen.
Im Januar 2017 wurde die Leihe vorzeitig beendet. Duffy wechselte noch im gleichen Monat von Celtic in seine Heimat zu Dundalk FC. Seitdem gewann er mit dem Verein sechs nationale Titel.
Im Januar 2022 kehrte er zu seinem Jugendverein Derry City zurück.

### Nationalmannschaft
Am 1. Februar 2012 bestritt Duffy erstmals ein Länderspiel für die irische U18-Auswahl. Anschließend wechselte er zum nordirischen Fußballverband und absolvierte zwischen 2012 und 2016 insgesamt 12 Spiele (1 Tor) für die nordirische U19- und U21-Nationalmannschaft.
Im November 2016 stand er zudem im Kader der nordirischen A-Nationalmannschaft für ein Freundschaftsspiel gegen Kroatien, jedoch ohne dort eingesetzt zu werden.

## Erfolge
Mit Derry City:
- Irischer Pokalsieger (1): 2012

Mit Dundalk FC:
- Irischer Meister (2): 2018, 2019
- Irischer Pokalsieger (2): 2018, 2020
- Irischer Ligapokalsieger (2): 2017, 2019
- Irischer Superpokalsieger (2): 2017, 2019